# Квинкции
Кви́нкции (Кви́нции; лат. Quinctii или Quintii) — римский патрицианский род, известный со времён ранней Республики и распавшийся на несколько ветвей.

## Ветви рода

### Квинкции Капитолины
- Тит Квинкций Капитолин Барбат — консул в 471, 468, 465, 446, 443, и 439 гг. до н. э.;
- Тит Квинкций Капитолин Барбат — сын предыдущего, консул в 421 году до н. э., консулярный трибун 405 до н. э.;
- Тит Квинкций Цинциннат Капитолин — военный трибун с консульской властью в 385 до н. э.;
- Тит Квинкций Пенн Капитолин Криспин — диктатор в 361, консул в 354 и 351 гг. до н. э.;
- Гней Квинкций Капитолин — предполагаемый диктатор 331 года;
- Тит Квинкций Криспин (ум. 208 до н. э.), консул в 208 до н. э., участник 2-й Пунической войны, смертельно раненный в бою с карфагенянами;
- Тит (Квинкций) Криспин (II—I вв. до н. э[1].), квестор около 69 года до н. э[2][3][4][5]., предполагаемый квиндецемвир священнодействий[6] периода кризиса Республики[1];
- Тит Квинкций Криспин (ум. 2 до н. э. или позже), ординарный консул 9 года до н. э., предполагаемый сын или внук предыдущего;
- Тит Квинкций Криспин (ум. после 27[7]), консул-суффект во 2 году, предполагаемый сын предыдущего.

### Квинкции Цинциннаты
- Луций Квинкций Цинциннат — консул в 460 году до н. э. и диктатор в 458 и 439 гг.;
- Кезон Квинкций Цинциннат — сын предыдущего;
- Луций Квинкций Цинциннат — военный трибун с консульской властью в 438, 425 и 420 гг. до н. э. и начальник конницы при диктаторе Мамерке Эмилии Мамерцине в 437 году;
- Квинт Квинкций Цинциннат — военный трибун с консульской властью в 415 и 405 гг. до н. э.;
- Тит Квинкций Цинциннат Капитолин — консулярный трибун в 388 и 384 гг. до н. э. и диктатор в 380 г.;
- Луций Квинкций Цинциннат — консулярный трибун в 386, 385 и 377 гг. до н. э.;
- Гай Квинкций Цинциннат — консулярный трибун в 377 году;
- Квинт Квинкций Цинциннат — консулярный трибун в 369 до н. э.;
- Тит Квинкций Цинциннат Капитолин — консулярный трибун в 368 г. до н. э.

### Квинкции Фламинины
- Кезон Квинкций Фламинин — дуумвир для постройки кораблей в 216 году до н. э.;
- Луций Квинкций Фламинин — авгур в 212 и консул в 192 гг. до н. э.;
- Тит Квинкций Фламинин — знаменитый римский полководец, разбил македонского царя Филиппа V, консул в 198 до н. э., позже — цензор;
- Гай Квинкций Фламинин — претор в 177 до н. э.;
- Тит Квинкций Фламинин — посол к Котису, царю Фракии, в 167 и консул в 150 до н. э.;
- Тит Квинкций Фламинин — консул в 123 до н. э.

### Другие представители рода
- Децим Квинкций (ум. 210 до н. э.), римский морской офицер, сражавшийся во 2-й Пунической войне, где был убит;
- Публий Квинкций (ум. после 81 до н. э.), подзащитный Цицерона в 81 году до н. э. по делу о Квинкции;
- Публий (Квинкций) Скапула (ум. после 81 до н. э[8].), упомянут Плинием Старшим как пример внезапной смерти;
- Тит Квинкций Атта (ум. 77 до н. э.), писатель-комедиограф;
- Тит Квинкций Скапула (ум. после 46 до н. э.), сподвижник Гнея Помпея-младшего во время гражданской войны 49—45 годов до н. э. в Испании, где оказал яростное сопротивление войскам Цезаря;
- Луций Квинкций (ок. 117—40 до н. э.), народный трибун в 74 и претор 68 или 67 до н. э.;
- Гай Квинкций, сын Гая, Трог[9] (I в. до н. э.), легат-пропретор, предположительно, Ахайи в 50-х годах I века до н. э[10][11].;
- Гай Квинкций Гирпин (I в. до н. э.), друг поэта Горация.